# El Capricho

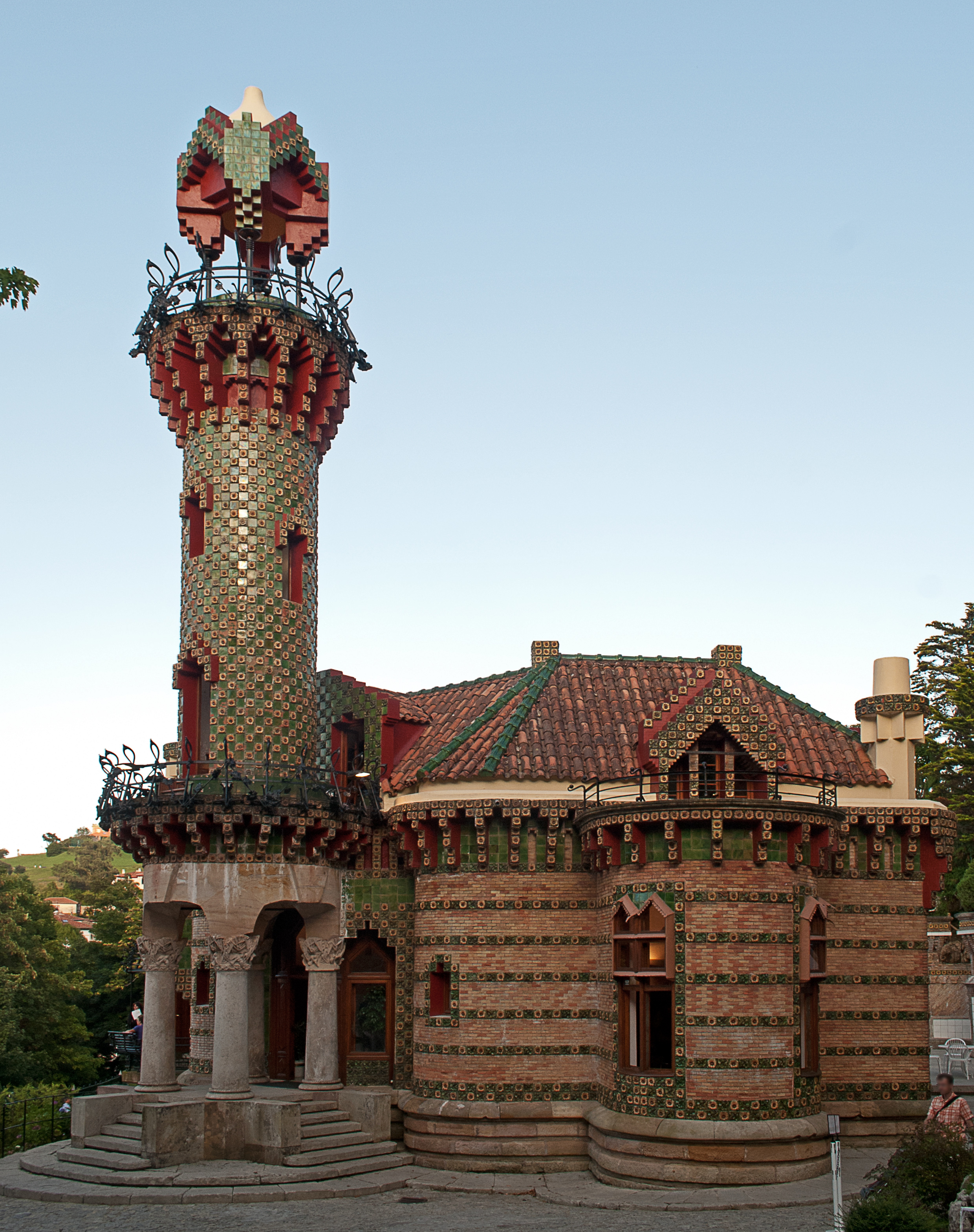
El capricho

El Capricho é um edifício projectado em 1883 pelo arquiteto catalão Antoni Gaudí e construído sob a direção do arquiteto Cascante Colom em Comillas, Cantábria.